# 4634 Shibuya
4634 Shibuya је астероид главног астероидног појаса са средњом удаљеношћу од Сунца која износи 2,420 астрономских јединица (АЈ).
Апсолутна магнитуда астероида је 13,3.